# Onchnesoma intermedium
Onchnesoma intermedium är en stjärnmaskart som beskrevs av Murina 1976. Onchnesoma intermedium ingår i släktet Onchnesoma och familjen Phascoliidae. Inga underarter finns listade i Catalogue of Life.